# Метро
Метро је врста масовног јавног железничког транспорта. У већини случајева овај вид транспорта се одвија под земљом и зато је синоним за метро „подземна железница”. Основне карактеристике класичног метро система су: то је урбано-електрични масовни транспортни систем, апсолутно је независан од осталих врста саобраћаја и представља систем који може опслужити велики број људи. За разлику од аутобуса или трамваја, системи за брзи транзит су електричне железнице које саобраћају са ексклузивним првенством пролаза, коме пешаци или било која друга врста возила не може приступити, и који се често одвајају у тунелима или на повишеним етапама железнице.

## Етимологија
Прва линија подземне железнице у Паризу била је отворена 1900. под називом Chemin de fer Métropolitain – Велеградска железница (велеград = метропола, метрополис: грч. mĕtró-pólis – „град матица”, „главни град”, „престоница”). Овај назив је убрзо био скраћен у „метро” и тај је назив у многим земљама света преузет за подземну железницу.

## Историја
Најстарији систем подземне железнице на свету је лондонски метро. Отворен је 4. новембра 1863. године. До електрификације 1900. њом су саобраћали возови са парном локомотивом. Почетком 19. века, са индустријским развитком и порастом броја становника, у Лондону се јавља озбиљан проблем са превозом. За овај растући проблем јавило се јасно решење – развитак подземне железнице. У почетку је коришћен крајње неефикасан, али на први поглед прилилчно једноставан метод, познат као „cut-and-cover” („исеци и покри”). Одговарајућа улица, испод које је подземна железница требало да пролази, била би ископана до одређене дубине. Након тога постављане су шине и грађен тунел од цигала. По завршетку изградње тунел се поново закопавао. Прва траса метроа налазила се између Падингтона и улице Ферингтон, у дужини од четири километра. Градња се наставила, а нова траса била је између Вестминстера и Јужног Кенсингтона. Ове две трасе чиниле су данашњу Кружну линију, а ти тунели су и даље у употреби. Прелазак преко Темзе омогућен је од 1869. године, када почиње да се користи тунел који иде испод саме реке. Ово је први тунел такве врсте у свету. Данас је она са 274 станице и 408 км линија једна од најдужих на свету.
Прва подземна жељезница на европском копну отворена је у Будимпешти. Пуштена је у саобраћај 1896. године, после само две године изградње. Годину дана касније почеле су да саобраћају и прве подземне жељезнице на северноамеричком континенту, у Бостону и Чикагу. До Другог светског ррата изграђене су подземне железнице у Берлину (1902), Њујорку (1904), Филаделфији (1907), Хамбургу (1912), Буенос Ајресу (1913), Мадриду (1919), Барселони (1923), Токију (1927), Осаки (1933), Москви (1935). 
Данас највећу дужину подземних линија, по неким мерилима, има Њујорк, а по годишњем броју превезених путника на првоме месту је московска подземна железница (више од 3,5 милијарде путника). Због проблема са рентабилношћу подземне железнице, највише нових линија данас се гради у густо насељеним градовима јужне и источне Азије. У другим деловима света градови који планирају изградњу масовног јавног превоза, а нарочито они са упитним саобраћајним потребама, све се чешће одлучују на увођење неког другог облика шинског саобраћаја, на пример лаке градске железнице која личи на савремени трамвај, али одвојен од осталога градског саобраћаја, или на унапрјеђење постојећих облика, као што је трамвајска пруга под земљом у централном градском подручју.

## Одлике метро система саобраћаја
Метро, односно подземна железница је жељезнички систем јавног градског превоза одвојен од осталог саобраћаја. Колосеци су углавном постављени у прокопима или тунелима испод нивоа улице, али понекад и на вијадуктима или насипима изнад ње. Међусобно се обично укрштају у два или више нивоа. Такав систем омогућава:
- постизање великих просечних брзина (укључујући стајање на станицама)
- велику учесталост возова (сваких 90 секунди у саобраћајном шпицу),
- брз укрцај и искрцај путника, па тиме и велику превозну способност.

Подземна железница гради се као окосница јавнога градског превоза, али због високих трошкова изградње и експлоатације ретко се гради у градовима с мање од 1,5 милиона становника и одговарајућега броја путника.
Подземном железницом саобраћају електрични возови, најчешће на металним точковима, а крећу се колосецима ширине 1,3 м до 1,5 м, који чине металне шине. Код неких новијих железничких система возови су на пнеуматицима, а возе бетонским стазама, што омогућује уздужни нагиб колосека чак до 8%, краће време убрзавања и успоравања возова и мању буку. Електричном енергијом се снабдевају преко треће шине, две струјне шине, или ваздушним каблом, а напони су од 500 до 750 волти. Сама композиција има један до дванаест вагона, који су најчешће дужине 23 м, ширине 3 м, а примају 160 путника. Највећа брзина вожње може прећи и 100 km/h, а најчешће је између 70 и 80 км/с.

### Метро станице
Путницима је приступ станицама олакшан покретним степеницама, лифтовима или непрекидним пешачким тракама, а сналажење и оријентација визуелним, звучним и другим информационим системима. У новије време посебна пажња се посвећује климатизацији и проветравању простора, кретању особа са посебним потребама, сигурности путника на перонима и слично. На местима прелаза путника на друге облике превоза граде се комплексни терминали. 
Надзор и управљање подземном железницом врши надзорни центар помоћу сложених телекомуникационих, информатичких и видео система за аутоматизовану куповину и контролу возних карата, безбедносни надзор против вандализма и тероризма, управљање саобраћањем возова, а све чешће и аутоматизовано управљање самим возовима.

### Врсте градских подземних железница

#### Дубока подземна жељезница
Дубока подземна жељезница, дубине темена тунела до 40 м и више, гради се копањем тунела, па се њена траса може водити независно од зграда на површини, јер може пролазити и испод њих. Оваква мрежа има велике пречнике завоја, а тиме и већу брзину. Станице су на великим удаљеностима и дубоко укопане, па је зато погоднија за дуже релације. 

#### Плитка подземна железница
Плитка подземна железница, дубине темена тунела до 6 м, гради се најчешће ископом са површине, што је углавном јефтиније. Оваква железничка мрежа мора пратити уличну мрежу, па има мање пречнике завоја и самим тим мању просечну брзину. Предност овакве подземне железнице је у томе што станице могу бити на мањим удаљеностима, а погоднија је за краћа путовања јер се не губи много времена на силаске у дубоко подземље.
Плитка подземна железница више одговара згуснутијим градовима, дубока градовима са великим предграђима, док се у појединим градовима изводи комбинација обе врсте.

#### Преметро
Преметро је систем фазне градње метро система, при чему се скупа траса са метро стандардима гради само на оним деловима мреже где се постижу највећи ефекти, а користе је трамваји. Том начину развоја метро мреже приступа се уколико се зна да је прилив новца за инвестиције ограничен и недовољан да се направи цела метро линија у одговарајућем року. Брзина трамваја на подземној деоници је једнака брзини метроа, а омогућава се систем који је погоднији у односу на преседања за свега пар станица. У свакој следећој фази деоница у тунелима и на мостовским конструкцијама је све дужа, док се не формира цела метро линија. Тада је за замену трамваја за метро довољно неколико дана. Највећи број примера таквог приступа градњи метроа имамо у англосаксонским земљама: Бенелукс, Немачка, скандинавске земље и Северна Америка.

#### Лаки метро
Под појмом „лаки метро“ подразумева се систем са потпуно издвојеном трасом, али се користе краће и лакше композиције него за класичан метро. Са мањим композицијама се смањују трошкови изградње, посебно станица као најскупљих објеката метро система. Осим краћих и лакших композиција, предузима се још читав систем мера како би трошкови били што нижи: што већи део трасе је надземан, прихватљиви су већи успони и оштрије кривине, а систем превоза је често потпуно аутоматизован. Капацитет таквог система превоза је обично два до три пута мањи. Прецизна разлика не постоји, тако да се међу различитим ауторима метро системи у Лилу, Тулузу, Бурси, Ванкуверу и неким другим градовима убрајају или у лаки, или у класичан метро.
Још један појам везан за мање метро системе је „лакошински систем“. Да би систем био лакошински потребно је да се лакошинским возилима управља тако да се никад или готово никад не заустављају како би пропустили друмски или пешачки саобраћај. Док је лаки метро увек лакошински систем, преметро је то само уколико добија предност на раскрсницама на делу линија који користе уличну трамвајску мрежу.

## Финансије
Многе старије подземне железнице су првобитно биле приватно власништво, као што је то био случај са лондонским метроом, или под власништвом државе, нпр. као у Паризу. Касније, државно власништво над метроима је постало стандард.
Највећи трошкови приликом одржавања метро система су замена дотрајалих композиција, шина, обнова тунела и остале инфраструктуре. Неодржавање система подстиче неудобна путовања и лошу безбедност путника.